# اغتيال خوسيه كالفو سوتيلو
حدث اغتيال خوسيه كالفو سوتيلو (بالانجليزية: assassination of José Calvo Sotelo) في مدريد، إسبانيا، في الصباح الباكر من يوم الاثنين 13 يوليو عام 1936، وذلك في فترة الجمهورية الإسبانية الثانية عندما ظهرت مجموعة من حرس الاقتحام وأعضاء الميليشيات الاشتراكية بقيادة نقيب من الحرس المدني وهم يرتدون ملابس مدنية في منزل الزعيم المَلَكي خوسيه كالفو سوتيلو بحجة نقله إلى المديرية العامة للأمن وفي الطريق، أطلق الاشتراكي لويس كوينكا إستيفاس النار عليه مرتين في مؤخرة رأسه، ثم نقل جثته إلى مشرحة مقبرة المودينا. عُدت الجريمة انتقامًا لاغتيال الملازم كاستيلو من حرس الاقتحام، الذي اشتُهر بالتزامه مع الاشتراكيين إذ كان يُدرب ميليشياتهم. كان كالفو سوتيلو أهم الضحايا، وعمليًا آخرهم، قبل اندلاع الحرب الأهلية الإسبانية، لموجة العنف السياسي التي اندلعت في إسبانيا بعد انتصار الجبهة الشعبية في انتخابات فبراير عام 1936 التي تسببت في مقتل 384 شخصًا بين فبراير ويوليو (111 حالة وفاة على يد اليساريين، و 122 حالة وفاة على يد اليمينيين - نصفها من قبل الفلانخيين: 61 - و 84 على يد قوات القانون والنظام).
تسببت أنباء اغتيال كالفو سوتيلو في ضجة هائلة ليس فقط بسبب الحدث نفسه (إذ كان أبرز زعماء المعارضة)، لكن أيضًا لأن مرتكبي الاغتيال كانوا من أفراد قوات الأمن ممن كان لديهم مساعدين من المقاتلين الاشتراكيين (وكان أحدهم الحارس الشخصي لإنداليسيو برييتو) وقائد الحرس المدني الكابتن كونديس المعروف بارتباطه أيضًا بالحزب الاشتراكي العمالي الإسباني (بي إس او إي). ومع ذلك، فإن ما تسبب على الأرجح في التأثير الأكبر هو عدم استجابة حكومة الجبهة الشعبية، التي يقودها سانتياغو كاساريس كيروغا ورئيس الجمهورية الإسبانية الثانية مانويل أثانيا للحادثة.
من ناحيةٍ أخرى، أدى اغتيال كالفو سوتيلو والظروف المحيطة بالحادثة إلى قيام العديد من العسكريين، ممن كانوا مترددين أو غير مبالين، بالانضمام إلى المؤامرة ضد الحكومة التي كانت تختمر منذ أبريل تحت قيادة الجنرال مولا الذي نظم، بعد أربعة أيام فقط من اغتيال الزعيم المَلَكي، انقلاب يوليو 1936، الذي أدى فشله الجزئي إلى اندلاع الحرب الأهلية الإسبانية. أعلن المنتصرون في الحرب (الجبهة القومية) أن كالفو سوتيلو هو «الشهيد الأول» في «الحرب الأهلية الإسبانية». أقيمت النصب التذكارية على شرفه (أهمها في بلازا دي كاستيا في مدريد الذي افتتحه الجنرال فرانثيسكو فرانكو شخصيًا في عام 1960) وتم تخصيص شارع أو ساحة باسمه أيضًا في جميع المدن الإسبانية تقريبًا. سُمي المعهد الوطني للصناعة المملوك من قِبَل الدولة والذي تأسس عام 1942 باسمه تكريمًا له.
كتب الاشتراكي جوليان زوغازاغويتيا في فترة ما بعد الحرب مباشرةً، ما يلي:
أصيبت القوات المحافِظة والعسكرية التي قضت في تنظيم الثورة فترةً طويلة. كان كالفو سوتيلو الزعيم المدني للحركة. وقد فرض نفسه على جميع رجال النظام المَلَكي الذين تفوق عليهم في تجهيزاته ومهارته. [...] لقد كان موضعًا للثقة ليس فقط من قِبَل المَلَكيين، بل أيضًا من قِبَل أكثر من نصف نواب الاتحاد الإسباني لليمين المستقل...

## الدافع والاستهلال
في يوم الأحد 12 يوليو عند حوالي الساعة العاشرة ليلًا، اغتيل ملازم حرس الافتحام خوسيه ديل كاستيلو، المعروف بالتزامه مع الاشتراكيين، وأيضًا بانتمائه إلى الاتحاد العسكري الجمهوري المناهض للفاشية (يو إم آر إيه) في أحد الشوارع الرئيسية في مدريد. لم يتم التعرف على هوية المهاجمين، ومثلما أشار لويس روميرو، «قيل الكثير حول من قتل كاستيلو»، على الرغم من أنه من الواضح أن الجريمة «قد ارتكبت على يد الجناح اليميني» وأنها «كانت جزءًا من سلسلة من الهجمات والانتقامات». تسبب خبر اغتياله في ضجة هائلة بين زملائه في ثكنة بونتيخوس حيث كان متمركزًا. بوجود الكابتن إدواردو كويفاس دي لا بينيا رئيس السرية السادسة، والملازم ألفونسو باربيتا من السرية الثانية، مثل كاستيلو. كان أحد الشاهدين - الشاهدان المشهّر بهما - رجلًا قُتل بنفس طريقة قتل كاستيلو. قام أحد الشاهدين – باختلاف الشهود - في لفتة جريئة منه بإلقاء قبعته عند قدمي المدير العام للأمن خوسيه ألونسو مالول، الذي كان قد جاء إلى مركز الإغاثة حيث تم الاعتراف بوفاة كاستيلو. لم يتخذ مالول أي إجراء تأديبي لهذا العصيان واقتصر الأمر على طلب الهدوء. أقيمت كنيسة الجنازة في الغرفة الحمراء للمديرية العامة للأمن وحضرت زوجة كاستيلو وأقاربه وضباط حرس الاقتحام. حضر أيضًا أعضاء الميليشيات الاشتراكية، ولا سيما أعضاء ميليشيا «لا موتويزادا» المدربة على يد كاستيلو، برئاسة إنريكي بوينتي وكان من بينهم لويس كوينكا، المشهور بإتقانه حمل المسدس، والذي عمل في بعض المناسبات كمرافق للزعيم الاشتراكي الوسطي إنداليسيو برييتو، بالإضافة إلى سانتياغو غارسيس الذي قدم خدمات الحماية أيضًا. صُدموا جميعًا باغتيال الملازم كاستيلو، وخاصةً لويس كوينكا، المعروف بكونه صديقًا شخصيًا له.
في حوالي منتصف الليل، تجمع ضباط وصف ضباط وزملاء حراس كاستيلو في ثكنات بونتيخوس التابعة لحرس الافتحام، بعضهم بملابس مدنية مثل الحارس خوسيه ديل ري، الذي جاء بصفة مرافق للنائبة الاشتراكية مارغريتا نيلكين. حضر أيضًا مدنيون ينتمون إلى الميليشيات الاشتراكية، ولا سيما ميليشيا «لا موتوريزادا» (من بينهم كوينكا وغارسيس)، فضلًا عن نقيب في الحرس المدني الذي ارتدى ملابس مدنية. كان هذا فرناندو كونديس، وهو صديق مقرب لكاستيلو (كلاهما كان مدربًا للميليشيات الاشتراكية وينتميان إلى (يو إم آر إيه)). في خضم السخط، طالب الكثيرون بالانتقام من هذه الجريمة إلى جانب جرائم أخرى ارتكبها مسلحون يمينيون، مثلما كان الحال مع النقيب فارودو. قال أكبر الضباط رفعةً: «لا يمكننا السماح بذلك! لا يمكننا تحمل ذلك بعد الآن! الحكومة تسمح لهم [الفلانخيون] بقتلنا ولن تحرك ساكنًا!. بمجرد عودة الملازم باربيتا من الفريق الجراحي، تم تشكيل سرية كاستيلو لإخبار الحراس بنبرة عالية جدًا أن مقتل الملازم كاستيلو يجب ألا يمر دون عقاب. ومع ذلك، صرّح في بيانه أمام قاضي التحقيق بأنه قد جمعهم معًا لتهدئتهم وإخبارهم «بالاستسلام لما حدث». أمر باربيتا العريف الذي يثق به، إميليو كولون باردا، باختيار ثمانية أو عشرة حراس للمشاركة في مهمة سرية للغاية.
غادرت مجموعة من ضباط حرس الافتحام - من بينهم النقيب أنطونيو مورينو رئيس السرية الثانية - بونتيخوس للقاء وزير الداخلية خوان مولز مطالبين إياه بطريقة عشوائية معاقبة الجناة على الفور، الذين هم من مسلحي الكتائب الإسبانية لجمعيات الهجوم الوطني النقابي. تمكنوا من الحصول على قائمة بأسماء وعناوين أعضاء الكتائب المشتبه في أنهم «متورطون في عصابات مسلحة» من أجل اعتقالهم على الفور. ذكر مانويل تاغوينيا في مذكراته، وهو عضو في الميليشيات الاشتراكية كان متواجدًا أيضًا في ثكنة بونتيخوس، أنه تمت إضافة أسماء أخرى إلى القائمة، قدمها فرانسيسكو أوردونيز - صديق الميليشيا الاشتراكية الذي كان بصحبته - والذي استغل تدمير مقر الكتائب واستولى على ملفاته. يؤكد المؤرخ ستانلي جي باين، دون تقديم أي دليل، أن ضباط حرس الاقتحام قد قرروا من تلقاء أنفسهم أن يضيفوا إلى القائمة أيضًا أسماء القادة الرئيسيين للجناح اليميني الذين أذن وزير الداخلية باحتجازهم، مثل أنطونيو غويكوتشيا وخوسيه ماريا جيل روبلز وخوسيه كالفو سوتيلو، على الرغم من أن الأخيرين يتمتعان بحصانة برلمانية بصفتهما نائبان. وفقًا لغابرييل جاكسون، أراد رفاق كاستيلو «تنفيذ انتقام مذهل» و«دون مراعاة أي حزب أو برنامج سياسي، ودون التفكير في التداعيات الكبيرة لعملهم، لذلك قرروا اغتيال زعيم يميني رفيع المستوى.»